# Chemin de fer de Chimay
Die Chemin de fer de Chimay (CH) war eine private belgische Eisenbahngesellschaft. Sie errichtete und betrieb die Eisenbahnstrecke zwischen Hastière im wallonischen Teil Belgiens und Anor in Frankreich bis zur Verstaatlichung 1948.

## Geschichte

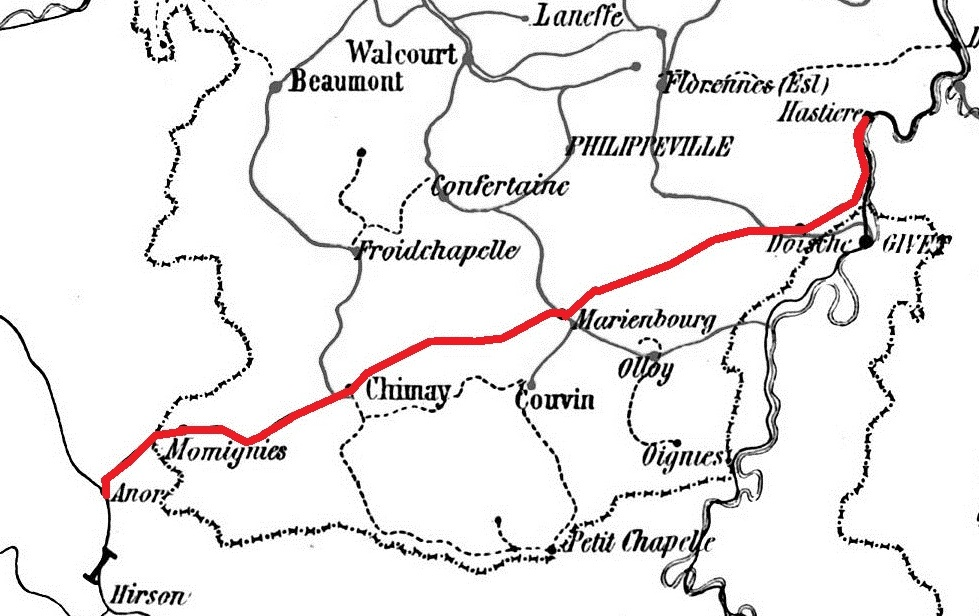
Streckenverlauf

Am 31. Juli 1856 erhielt Joseph de Riquet de Caraman, der damalige Fürst von Chimay, eine Konzession für den Bau und Betrieb einer Bahnstrecke in der Normalspurweite zwischen Mariembourg und Chimay. Am 6. September 1856 wurde die Compagnie du chemin de fer de Mariembourg à Chimay gegründet und im August 1857 erhielt die Gesellschaft den endgültigen Namen Société du Chemin de fer de Chimay. Die Strecke wurde am 15. Oktober 1858 eröffnet. In den Folgejahren erhielt die Gesellschaft weitere Konzessionen und die Strecke wurde westlich bis nach Momignies an die französische Grenze und bis 1866 östlich nach Hastière verlängert. Im März 1868 wurde schließlich Anor in Frankreich der westliche Endpunkt der eingleisigen Bahnstrecke mit knapp 60 km Länge.
Ab 1871 geriet die Gesellschaft in finanzielle Schwierigkeiten und schloss 1875 mit der Belgischen Nordbahn (Nord-Belge) eine Kooperationsvereinbarung. Die Nord-Belge, die im Besitz der französischen Chemin de fer du Nord war, konnte somit ihr schon länger betriebenes Schienennetz in Belgien über die Strecke der CH an ihr französisches Netz anbinden und zahlte dafür der CH einen festen jährlichen Zuschuss. Außerdem wurden Lokomotiven der CH nun in den Werkstätten der Nordbahn gewartet und repariert. Öfter wurden auch Lokomotiven von der CH bei der Nordbahn ausgeliehen.
Das Unternehmen war nach der Chemin de fer International de Malines à Terneuzen die letzte private Eisenbahngesellschaft, die von den Belgischen Staatsbahnen (SNCB) am 1. Februar 1948 übernommen wurde. Das Personal wurde in die SNCB integriert. Die Übernahme wurde jedoch erst 1958 genehmigt. Erst dann war die SNCB offiziell im Besitz der gesamten belgischen Eisenbahninfrastruktur. Zwischen 1953 und 1964 stellte die SNCB den Personenverkehr auf der Strecke abschnittsweise ein. Der letzte Güterzug fuhr 1989.

## Fahrzeuge

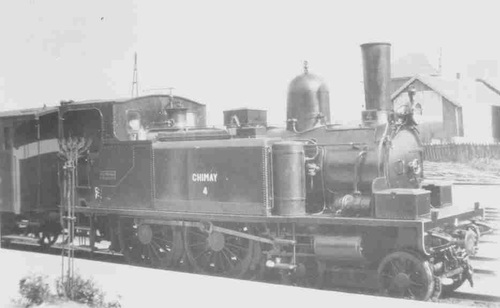
Lokomotive Nr. 4

Personenwagen waren grün lackiert. Güterwagen waren kastanienbraun gestrichen, trugen die weiße Beschriftung „CHIMAY“ und hatten zusätzlich ein rotblaues Emblem . Wagen die auch für den Übergang auf niederländische und deutsche Bahnen zugelassen waren trugen außerdem ein weißes „B“ in einer Raute . Die CH war zudem Mitglied im Verein Deutscher Eisenbahnverwaltungen (VDEV).
Am 1. Januar 1882 besaß die CH 7 Dampflokomotiven, 12 Personenwagen, 8 Gepäckwagen und 210 Güterwagen. Bis 1936 veränderte sich der Bestand auf 16 Lokomotiven, 14 Personen- und 172 Güterwagen.
1948 übernahm die SNCB noch 123 fahrtüchtige Güterwagen und zwei Dieseltriebwagen der Firma Ganz, die die CH um 1940 von der Belgischen Nordbahn gekauft hatte. Alle anderen Lokomotiven und Wagen wurden verschrottet.